# پایگاه هوایی شیزوهاما
پایگاه هوایی شیزوهاما (به انگلیسی: Shizuhama Air Base) (به زبان بومی: Yaizu/Shizuhama Air Base) یک فرودگاه نظامی است که یک باند فرود آسفالت دارد و طول باند آن ۱۵۰۰ متر است. این فرودگاه در شهر یایزو، شیزوئوکا کشور ژاپن قرار دارد .